# Ruisseau Noir (Québec)
Pour les articles homonymes, voir Ruisseau Noir.
Le ruisseau  Noir est un tributaire du lac Magog, dont l'embouchure est situé à l'extrémité sud du lac, dans la municipalité de Sainte-Catherine-de-Hatley au Canada, en Estrie. D'une longueur approximative de trois kilomètres, il traverse des zones principalement agricoles.